# Eristalis
Eristalis és un ampli gènere de dípters braquícers de la família Syrphidae. Una espècie molt comuna d'aquest gènere és Eristalis tenax. Són pol·linitzadors, i les seves larves són aquàtiques, i respiren amb un llarg sifó. Els adults, totalment inofensius, mimetitzen les abelles.

## Taxonomia
El gènere Eristalis inclou 284 espècies, entre las que destaquen:
- Eristalis abusiva
- Eristalis alleni
- Eristalis alpina
- Eristalis anthophorina
- Eristalis arbustorum
- Eristalis barda
- Eristalis brousii
- Eristalis cryptarum
- Eristalis cyatheus
- Eristalis dimidiata
- Eristalis fenestrata
- Eristalis flavipes
- Eristalis fraterculus
- Eristalis gatesi
- Eristalis gomonojunovae
- Eristalis hirta
- Eristalis horticola
- Eristalis intricaria
- Eristalis jugorum
- Eristalis latifrons
- Eristalis lunata
- Eristalis marfax
- Eristalis nemorum
- Eristalis obscura
- Eristalis oestracea
- Eristalis picea
- Eristalis precipua
- Eristalis reflugens
- Eristalis rossica
- Eristalis rupium
- Eristalis saphirina
- Eristalis saxorum
- Eristalis seniculus
- Eristalis similis
- Eristalis stipator
- Eristalis tecta
- Eristalis tenax
- Eristalis transversus
- Eristalis tricolor